# 文成鼩鼱病毒
文成鼩鼱病毒（Wencheng shrew virus、WESV）是甲型冠狀病毒屬的一種病毒，於2017年在中國浙江文成、瑞安與江西于都、興國的臭鼩中發現。

## 基因組
文成鼩鼱病毒的基因組約長26000nt，編碼冠狀病毒皆有的複製酶（1a/1b）和刺突蛋白（S）、膜蛋白（M）、外膜蛋白（E）與衣殼蛋白（N）等四種結構蛋白，另外還有NS3與NS7兩個輔助蛋白，前者位於刺突蛋白與外膜蛋白的基因之間，後者則位於基因組的最3端（衣殼蛋白的下游），且為此病毒所特有，不見於任何病毒或其他生物中。

## 演化
研究人員以複製酶中數種非結構蛋白和衣殼蛋白的胺基酸序列繪製演化樹，結果顯示文成鼩鼱病毒在甲型冠狀病毒屬中自成一演化支，和該屬其他病毒的差異均較大；而以刺突蛋白胺基酸序列繪製的演化樹中，文成鼩鼱病毒與鹿城褐家鼠冠狀病毒和菊頭蝠冠狀病毒HKU2等病毒組成獨立於冠狀病毒各屬（甲型冠狀病毒屬、乙型冠狀病毒屬、丙型冠狀病毒屬與丁型冠狀病毒屬）的一個演化支，其中後兩者組成一子演化支，文成鼩鼱病毒自成另一子演化支。